# Культурный империализм
Культурный империализм — практика продвижения, выделения и искусственного привнесения культуры одного общества в другое. Обычно свою культуру привносит и продвигает большая, экономически или военно мощная нация. Культурный империализм может быть как активной, формальной политикой, так и общим отношением. Исследованиями культурного империализма как формы не военной гегемонии занимаются теоретики постколониализма, в частности его основатель Эдвард Саид. Понятие культурного империализма было введено в употребление Францем Фаноном в 1950-х годах, в частности в его работе «Проклятые земли» (1961).